# Я, Ніна
«Я, Ніна» — український драматичний фільм режисерки Марисі Нікітюк, заснований на реальних подіях із життя української телеведучої та активістки Яніни Соколової про її боротьбу з раком. Фільм є частиною однойменного мультимедійного проєкту, мета якого — допомогти онкохворим людям усвідомити цінність свого життя та почати боротися за нього.
Прем'єра в Україні відбулася 7 вересня 2023 року. 

## Синопсис
Ніна Сокіл — сильна особистість, красива та успішна телеведуча. В її житті є все, про що тільки можна мріяти: любов, кар’єра, прихильники. В одну мить фатальна новина руйнує все, до чого зірка так довго йшла. Саме ця перешкода змусить її зрозуміти, хто вона насправді, і що є найважливішим у житті.

## У ролях
- Ксенія Хижняк — Ніна Сокіл, телеведуча
- Олексій Тритенко — Андрій, чоловік Ніни
- Ігор Колтовський — Мітя
- Максим Панченко — Антон
- Оксана Брагінець — Наташа
- Артем Мяус — лікар Богдан
- Валерій Харчишин — відомий виконавець
- Лілія Нестеренко — Маша
- Валерія Ходос
- Анастасія Пустовіт
- Марія Трепікова
- Христина Ігнат
- Марія Стопник
- Дмитро Святненко
- В'ячеслав Бєлозоров

## Виробництво

### Кошторис
У жовтні 2019 року кінопроєкт став одним із переможців Одинадцятого конкурсного відбору Державного агентства України з питань кіно. 23 грудня того ж року Держкіно уклало договір з ТОВ «Яніна Соколова Продакшн» про надання державної підтримки на виробництво фільму розміром 11 млн 787 тис. грн із загального кошторису в 16 млн 838 тис. грн.

### Фільмування
Стрічка складатиметься з двох частин: художньої, де поєднано кілька драматичних історій, та документальної. Фільмування художньої частини розпочалося 30 січня 2021 року та триватиме до 31 березня включно.